# Kati Kovács
Kati Kovács (ur. 25 października 1944 w Verpelét) – węgierska piosenkarka i aktorka.
Jej muzyka obejmuje szereg różnych gatunków, m.in. pop i disco. Nagrała 27 albumów wydanych na Węgrzech i w Niemczech.
Jej utwór „Nem leszek a játékszered” wygrał festiwal muzyki tanecznej w 1966 roku. W 1968 roku zaczęła pracować jako aktorka. W 1970 roku wydała swój debiutancki album, na którym pojawiły się jej najpopularniejsze single. W 1972 roku wygrała konkurs piosenki w Dreźnie za sprawą utworu „Add már, uram, az esőt!”.